# 愛戦士ニコル
『愛戦士ニコル』（あいせんしニコル）は、日本のコナミが開発し1987年4月24日に発売されたファミリーコンピュータ ディスクシステム用のアクションアドベンチャーゲーム。
トップビュータイプのゲーム画面となっており、画面切り替えとスクロールを併用。主人公の天才少年科学者ニコルが、ダイラス星に住む牛魔王に奪われ分解された「異次元空間移動装置」を完成させ、連れ去られた恋人ステラを助けることが目的。
2006年4月26日にコナミデジタルエンタテインメントの携帯電話向けサービス・コナミネットDXにて、コナミ名作シリーズ第2弾としてNTTドコモのiアプリ（90xシリーズ専用）向けの移植版の配信が開始され、2008年6月18日にはSoftBank 3G向けS!アプリ、2008年8月7日にはau端末向けBREWとしても配信された。

## ゲーム内容

### システム
ゲームは全7ステージで構成。各ステージには、3つに分解された異次元空間移動装置が埋め込まれている「クリスタルダイヤモンド」が存在し、3つ集めることでステージクリアとなる。
プレイヤーはステージに点在するアイテムを獲得することにより、通常弾や防御力を上げることが可能。画面下部に表示される体力ゲージが0になるとゲームオーバーとなる。コンティニューは可能。
通常であれば、フィールドにおいて落とし穴などで足を踏みはずすとゲームオーバーという場合が多いが、このゲームでは落ちても地下のステージが用意されていて、ゲームオーバーとはならない。しかしダメージを受けるゾーンが多く、苦戦を強いられる。余計なダメージを受けないためにも連続ジャンプが必須である。ワープポイントで地上の踏み外した地点へ戻れる。
スクロールすると、ボスを除いて倒した敵キャラは復活する。

### アイテム一覧
以下は、ゲーム内に登場するアイテムの一部である。
キャノンショット
通常弾の威力が上がる。
連射アイテム
弾の連射速度が上がる。
飛距離アップ
弾の飛距離が伸びる。
パワーシューズ
移動が速くなる。
以上のアイテムは3段階まで上げることが可能。
コスモボール
画面全体の敵にダメージを与えられる。セレクトボタンを押すことで使用可能。
アストロウェア
敵からのダメージを軽減する。99個まで所持可能で、敵からのダメージで所持数が減っていく。
アストロパンツ
ダメージゾーン（溶岩、海等）に入った際のダメージを軽減する。99個まで所持可能で、ダメージゾーンに入っている間所持数が減っていく。
エネルギータンク
体力ゲージの上限が上がる。エネルギータンク1個が体力ゲージ1本分に相当する。最大4個分まで上げることができ、実質、体力ゲージ5本分になる。
エネルギーりんご
特定の敵を倒すと出現。青、赤、点滅の3種類が存在し、獲得するとそれぞれ、体力ゲージの1目盛分、2目盛分、4目盛分が回復する。
コナミマン
最初は得点が10,000点、以後は20,000点加算する毎（30,000点、50,000点・・・）に出現する。獲得すると体力ゲージが1本分回復する。
クリスタルダイヤモンド
各ステージに隠されており、3つ集めることでステージクリア。獲得するにはショットで破壊し、中のパーツを獲得する必要がある。

## 設定

### ストーリー
NEO TOKYOに住む14歳の天才少年科学者ニコルは、ガールフレンドのステラと共に異次元空間移動装置を開発していた。しかし、地球からはるか遠い星であるダイラス星に住む牛魔王が、異次元空間移動装置を売却するよう要請してきた。ダイラス星は軍事帝国であり、牛魔王はその国の独裁者であった。さらに、牛魔王は星の住人や動物たちをバイオモンスターへと改造し、宇宙征服を企んでいた。平和の維持を願うニコルは牛魔王の要請を断るが、牛魔王は手下を地球へと送り込み、ニコルとステラを襲撃させた。ニコルは必死に応戦するも、ステラをバイオモンスターに連れ去られてしまう。研究室へ戻ると、異次元空間移動装置が無くなっていた。どうやら牛魔王の手下が留守中に忍び込み持ち出したらしい。途方に暮れるニコルであったが、異次元空間移動装置は未完成であり、ニコルが所持している1個のパーツを取り付けないと作動しない状態であった。そして、牛魔王はステラとパーツを交換するよう要求してきた。牛魔王がステラを解放する訳がないと判断したニコルは、単身ダイラス星に乗り込む。
怒り心頭の牛魔王は異次元空間移動装置を3つに分解し、それぞれをクリスタルダイヤモンドの中に入れ、7つの大陸に隠してしまう。ニコルはそれぞれの大陸で3つのパーツを揃え、異次元空間移動装置を作動させてステラを救出しなければならないのだった。

### ステージ構成
ステージ1「ミラクルワールド」
- 迷路のような複雑な地形をしている。

ステージ2「ストーンヘンジ」
- 岩山と樹木が多い。

ステージ3「廃墟」
- ダイラス星人が住んでいた場所。

ステージ4「緑の迷路」
- 迷路状のステージ。

ステージ5「海と島」
- 広大な海と島で構成されている。

ステージ6「機械都市」
- すべてが機械で構成されている。

ステージ7「クリスタルパレス」
- 牛魔王の潜む最終ステージ。

## キャラクター
ニコル
ステラ

### 敵キャラクター

#### ステージ1
ゲルドアナコンダ
ラドン
ウォルフ
スルメリア
グリッグ
オクトピー
イマノック
ジェリプーカ

#### ステージ2
ベムスパイダル
イーグル
キノコ
イモチュウ
ビビ
グルークロウ
ディノザウルス
ウルフマン

#### ステージ3
ゴーストシード
クラッドロック
カンカンバード
まいまい
こまいまい
カワード
バットット
ぽげげ
スケップ
ピポピポ

#### ステージ4
コナゴン
コブラ
チルドデビル
ギョロン
マミーマン
ロブスター
ブスター
イール
カメレレ

#### ステージ5
サターンヘッド
ピラニアン
ガガ
ババリアン
ニードルウッド
プランプ
おぽぽ
ココナゴン
モスビー

#### ステージ6
グズネイラ
キノコ
メタルプレート
サンドバトル
ヤンキーモンキー
デビルバッド
ウォーミー
リプルウォーミー
サイボット
プルナイト

#### ステージ7
スケルスペクター
ファルコン
ゾンビ
ミューリンガー
ウー
ミュータント
牛魔王

## 移植版
| No. | タイトル     | 発売日        | 対応機種                                          | 開発元 | 発売元 | メディア                        | 型式 | 備考 |
| --- | ------------ | ------------- | ------------------------------------------------- | ------ | ------ | ------------------------------- | ---- | ---- |
| 1   | 愛戦士ニコル | 2006年4月26日 | FOMA703以降/900以降（一部機種を除く） （iアプリ） | KDE    | KDE    | ダウンロード （コナミネットDX） | -    |      |
| 2   | 愛戦士ニコル | 2008年6月18日 | 3GC（一部機種を除く） （S!アプリ）                | KDE    | KDE    | ダウンロード                    | -    |      |
| 3   | 愛戦士ニコル | 2008年8月7日  | BREW3.1/4.0 （EZアプリ）                          | KDE    | KDE    | ダウンロード                    | -    |      |

## 音楽
BGM
本作は楽曲、音色ともに高いレベルで仕上げられており、この時代に製作されたコナミのディスクシステムのゲームのBGMは、現在もなお多くのプレイヤーに支持され続けている。本作以降、コナミより発売のディスクシステムのタイトルは、本格的にディスクシステムの内蔵音源をゲーム中のBGMにメインで使用し始めており、これらもサウンドの評価の向上に繋がった要因とされる。尚、本作の発売時に放映されたTVCMには、ファミコンの内蔵音源で演奏されたゲームのBGMがそのままCM上で使用されていた。
サウンドトラック
当ゲームのBGMは『コナミ・ファミコン・ミュージック・メモリアルベスト VOL.3』に収録されている。この作品はゲーム発売から約3年を経てリリースされており、ライナーノーツではファンの要望が高かった為に収録された事及び作曲者とされる「とんまくんのパパ」は既に寿退社している事が明かされている。また、『コナミ・ファミコン・クロニクル Vol.1 ディスクシステム編』にも収録された。

## 評価
- ゲーム誌『ファミコン通信』の「クロスレビュー」では合計28点（満40点）になっている[6]。

- ゲーム誌『ファミリーコンピュータMagazine』の読者投票による「ゲーム通信簿」での評価は以下の通りとなっており、17.63点（満25点）となっている[7]。また、同雑誌1991年5月24日号特別付録の「ファミコンディスクカード オールカタログ」では同社の『エスパードリーム』（1987年）と比較した上で「ゲーム自体が洗練されていて、アクション性も高められている」と肯定的に評価、また、音楽やグラフィックを称賛した上で「さすがコナミと言わざるをえない」と総括した[7]。

| 項目 | キャラクタ | 音楽 | 操作性 | 熱中度 | お買得度 | オリジナリティ | 総合  |
| 得点 | 3.77       | 3.70 | 3.48   | 3.54   | -        | 3.14           | 17.63 |

- ゲーム誌『ユーゲー』では本作を「『ノリが良くて気持ちいい』コナミACGの良い面が凝縮された名作」と位置付けており、音楽面に関しては任天堂の『ゼルダの伝説』（1986年）が雰囲気重視であるが本作はアップテンポな曲で統一されていると指摘し、「これらの要素が組み合わさることによって、ゲーム全体のテンポがより速まっているように感じられる」と称賛した。[8]。